# اکونیب
اکونیب (به لاتین: Aconibe) در گینه استوایی است که در wele-nzas واقع شده‌است.

## خصوصیات
اکونیب ۱۶٬۵۴۳ نفر جمعیت دارد و ۵۶۵ متر بالاتر از سطح دریا واقع شده‌است.